# Katachás
Katachás är en ort i Grekland.   Den ligger i prefekturen Nomós Pierías och regionen Mellersta Makedonien, i den norra delen av landet, 290 km norr om huvudstaden Aten. Katachás ligger 72 meter över havet och antalet invånare är 660.
Terrängen runt Katachás är platt åt nordost, men åt sydväst är den kuperad. Runt Katachás är det ganska tätbefolkat, med 86 invånare per kvadratkilometer. Närmaste större samhälle är Alexándreia, 19,6 km norr om Katachás. Trakten runt Katachás består till största delen av jordbruksmark.